# Powiat Setana
Powiat Setana (jap. 瀬棚郡 Setana-gun) – powiat w Japonii, w prefekturze Hokkaido, w podprefekturze Hiyama. W 2024 roku liczył 4635 mieszkańców.

## Miejscowości
- Imakane